# Ares I
Ares I je bila predlagana nosilna raketa s človeško posadko, ki jo je predlagala NASA v programu Constellation.Sprva je bila raketna znana kot "Crew Launch Vehicle" (CLV).NASA je nameravala uporabljati Ares I skupaj s precej večjo tovorno raketo Ares V. Obe raketi bi uporabljali tehnologijo od Space shuttla.
28. oktobra 2009 so izvedli izstrelitev Ares I-X, vendar brez človeške posadke. Kasneje je NASA preklicala program Constellation in s tem tudi Ares I. 

## Specifikacije
- Tip: Nosilna raketa s človeško posadko
- Izdelovalec: Alliant Techsystems (1. stopnja); Boeing (2. stopnja)
- Država: ZDA

- Višina: 94 metrov (308 ft)
- Premer: 5,5 metrov (18 ft)

- Število stopenj: 2
- Tovor v NZO: 25400 kg (56000 lb)
- Število izstrelitev: 1 (uspešna)
- Status: preklicana (2011)
- Izstrelišče: Kennedyjev vesoljski center, LC-39B

Prva stopnja:
- Motor: 1 raketni motor na trdo gorivo
- Čas delovanja: ~150 sekund

Druga stopnja:
- Motor: 1x J-2X
- Potisk: 1308 kN (294000 lbf)
- Gorivo: LH2/LOX (tekoči vodik in tekoči kisik)